# Animalia Paradoxa
Classe
Animalia Paradoxa est un taxon désuet regroupant des animaux mythiques, légendaires ou réels mais surprenants. Il est décrit par le naturaliste suédois Carl von Linné dans les cinq premières éditions de Systema naturae, de 1735 à 1747.

## Historique

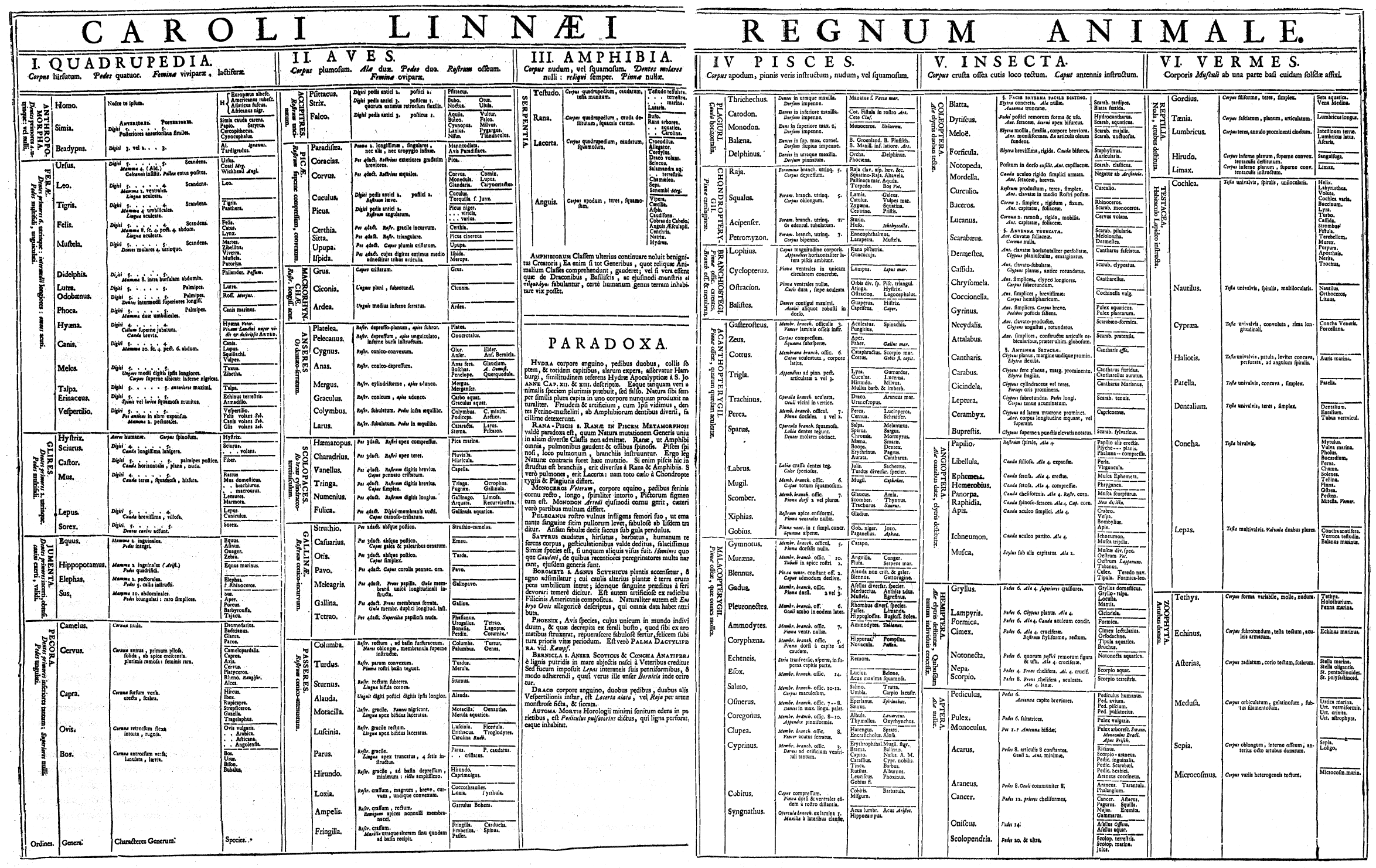
Tableau du règne animal dans la première édition de Systema naturae.

### Invention
En 1735, dans Systema naturae, Carl von Linné invente le règne animal (Regnum animale) qui divise les animaux en sept classes : « Quadrupedia » (qui deviendra plus tard Mammalia, les mammifères), « Aves » (les oiseaux), « Amphibia » (les amphibiens), « Pisces » (les poissons), « Insecta » (les insectes), « Vermes » (les vers) et « Paradoxa ». La dernière est à part, c'est la seule qui n'est pas numérotée.
Ce taxon particulier regroupe des créatures trouvées dans les bestiaires médiévaux et des animaux lointains et supposés rapportés par des explorateurs.
On trouve parmi eux l'hydre, le monocéros (la licorne), le satyre, l'agneau tartare, le phénix, le dragon, la manticore, la lamia et la sirène. Il y a aussi des animaux bien réels comme le narval, le pélican, la grenouille paradoxale, la bernache nonnette, l'horloge de la mort et l'antilope.

### Héritage
En 1955, le zoologue Bernard Heuvelmans créé la cryptozoologie. Cette discipline pseudoscientifique est l'étude et la recherche des animaux dont l'existence ne peut pas être prouvée de manière indéniable. On trouve parmi eux des animaux légendaires et mythiques comme le monstre du loch Ness, le yéti, le dahu, le bigfoot, la licorne, le dragon, etc. Certains sont même dotés d'un nom binominal, comme en taxonomie : Nessiteras rhombopteryx (monstre du loch Ness),, Dahutus levogyrus (dahu), Champtanystropheus americanus (champ).
En 2019, l'illustrateur Tim Svenonius publie l'ouvrage Animalia Paradoxa dans lequel il met en image ces animaux légendaires.

## Dans la fiction
En 2001, J. K. Rowling publie Vie et habitat des animaux fantastiques sous le nom de Norbert Dragonneau, personnage fictif du monde des sorciers. Ce livre recense de nombreux animaux magiques de cet univers dans l'ordre alphabétique de leur nom vernaculaire. Cette étude s'appelle la magizoologie (contraction de magie et zoologie). J. K. Rowling n'adopte toutefois pas une démarche scientifique.
En 2019, l'écrivaine Henrietta Rose-Innes publie son roman Animalia Paradoxa dont le titre reprend le taxon de Linné,.